# Escharina alderi
Escharina alderi är en mossdjursart som först beskrevs av Busk 1856. Enligt Catalogue of Life ingår Escharina alderi i släktet Escharina och familjen Escharinidae, men enligt Dyntaxa är tillhörigheten istället släktet Escharina och familjen Schizoporellidae. Arten är reproducerande i Sverige. Inga underarter finns listade i Catalogue of Life.